# Bruce Spence
Bruce Spence (født 17. september 1945 i Auckland, New Zealand) er en newzealandsk skuespiller. Han er bedst kendt som the Mouth of Sauron i Ringenes Herre - Kongen vender tilbage fra (2003), og Tion Medon i Star Wars Episode III: Sith-fyrsternes hævn fra (2005).